# 香港岩洞發展
香港岩洞發展的研究及政策推行由土木工程拓展署轄下土力工程處以及規劃署負責。岩洞是於山體岩石內人工開挖的大型空間。香港山多而陡，岩石堅固，在全港市區邊緣的山地特別適合發展岩洞。香港政府一直研究開發岩洞，並成功實現了一些範例，例如赤柱污水處理廠和港島西廢物轉運站等。土木工程拓展署於2011年繪製出一幅全港岩洞發展適合性地圖，該地圖顯示約三分之二的香港土地的地質適合發展岩洞。 開發岩洞的好處包括，提供了新的土地資源，將適當的政府設施移到岩洞內，不僅可以騰出當前的土地，還可釋放附近土地的發展潛力，如建設房屋或其他功能，這些土地對社會而言是極之珍貴。把如污水處理廠和廢物轉運站等設施放入岩洞，可有效阻擋及處理運作時所產生的異味，大大減低對周邊社區的負面影響。利用岩洞空間溫度及濕度都相對穩定的獨特性，設置例如數據中心或倉庫等功能，也能提升設施的營運效率。

## 研究發展歷史
土木工程拓展署自1980年代初已開展了一連串的研究，探討開發岩洞的技術可行性及其細節，當中包括:
- 1982年 地下石油貯存研究[1]

- 1991年 岩洞計劃研究 (CAPRO)[2]

- 1994年 岩洞選址研究 (CAS)[3]

- 2012年 岩洞發展長遠策略[4]

- 2017年 香港地下採石技術性研究－可行性研究 [5]

- 2019年 策略性岩洞區發展規劃及工程先導研究

- 2022年 更新岩洞消防安全設計指南－可行性研究[6]

## 岩洞總綱圖
於2017年土木工程拓展署以及規劃署編制了《岩洞總綱圖》，旨在提供概括的策略性規劃大綱，以導引並促進全港的岩洞發展，並且為項目倡議人提供重要資訊，以協助物色合適的岩洞用地作岩洞發展。
《岩洞總綱圖》劃定了全港48個適合發展岩洞的策略性岩洞區，可滿足鄰近地區現有或將來的需求。策略性岩洞區是指一個交通方便易達而又可容納多項設施以應付發展所需的地區，而這地區須是寬大的和位處市區邊緣，並有基礎設施網絡的配套。各個策略性岩洞區的面積大約由30公頃至200公頃不等。 策略性岩洞區的面積並不代表實質可發展的岩洞空間，因為發展岩洞須預留地方作其他用途，例如用作分隔設施的緩衝區、支撐岩洞的間隔石柱和連接入口和其他通道的隧道。
《岩洞總綱圖》在國際上獲得肯定，在2017年11月15日獲得由國際隧道及地下空間協會 (ITA) 評選為「2017 ITA 隧道工程獎」的「年度創新地下空間概念」組別大獎。 亦於2016年獲香港規劃師學會頒發獎項，認同其可釋放香港隱藏土地資源的作用。

## 正在推展中的岩洞發展項目例子
- 搬遷工務中央試驗所[10][11] - 土木工程拓展署正推展搬遷其下的工務中央試驗所到安達臣道石礦場發展用地的大上托山體內，騰出海景地作房屋用途。
- 興建歷史檔案中心[12] - 土木工程拓展署協助政府檔案處於安達臣道石礦場發展用地的大上托山體內興建政府檔案處歷史檔案中心，可提供永久貯存歷史檔案的空間，藉此解決貯存空間之不足及應付與日俱增的歷史檔案貯存需求，同時更有效地使用土地資源。
- 搬遷沙田污水處理廠[13] - 渠務署正展開把沙田污水處理廠位於城門河河口的廠房，遷往對岸亞公角女婆山岩洞的工程，以騰出現址土地作創科發展，同時改善區內生活環境。
- 搬遷鑽石山食水及海水配水庫[14] [15] - 水務署正進行可行性研究，目標是騰出現址約4公頃土地作興建房屋和其他有利民生的用途，而重置選址初步建議位於竹園北邨以北的山坡。

## 岩洞發展巳完成例子

### 香港
- 赤柱污水處理廠 於1995年開始運作，標誌著香港首個位於岩洞內的污水處理設施的誕生。此廠為二級污水處理廠，能夠每日處理11,600立方米的污水。廠房採用了當時最先進的岩洞建設技術，結構分布在三個大約120米長、15米寬和17米高的岩洞中，並透過長達450米的通道、通風隧道以及豎井相互連結。
- 狗虱灣爆炸品倉庫 - 建於1997年，主要用作貯存商業用爆炸品，設施包括10個藏於岩洞的炸藥庫，各長20米，闊13米，高6.8米，提供一個安全和穩妥的存放環境，倉庫藏於山內，減少對景觀的影響，並保留周邊的自然環境。[16]
- 西區海水配水庫 - 水務署與香港大學在2007年達成協議，決定將西區的飲用水配水庫和海水配水庫進行重置，從而釋放土地來建設百周年校園，此重置工程首先將海水配水庫移到岩洞內，然後在原本的海水配水庫位置上重新設置飲用水配水庫。岩洞內的海水配水庫最多可貯存12,000立方米的海水。 項目騰出了地面空間以興建香港大學百周年校園。[17]

### 海外
- 挪威約維克體育館 - 北歐地區的挪威、芬蘭和瑞典都是在岩洞建築上取得了豐富的經驗和優異的成績。建成於1993年的挪威約維克Gjφvik奧林匹克體育館是全球跨度最大的岩洞建築，其寬度達到了61米，高度為25米，長度達91米，可以容納5500人。該體育館在1994年曾作為冬季奧運會冰球賽的比賽場地。現在，它已經被轉型為音樂廳，並且用於舉辦大型展覽活動。[18] [19]
- 挪威岩洞建污水處理廠 - 由於污水處理的需求持續增長，加上海洋排放標準的規定嚴格，挪威從20世紀70年代開始在岩洞中設立大型污水處理設施。首個此類設施是位於奧斯陸的VEAS污水處理廠，該廠於1982年開始運營，設計處理量達到了565,000人口的住宅、商業和工業排放的污水。[20]
- 瑞士 Schollberg 地下採石場 - 這個位於風景秀麗山區的私營採石場始於1985年，可全年運作，不受惡劣天氣影響，保留原有地貌，有效減低對環境及景觀的影響，已開挖的地下空間也可作其他具效益用途。
- 芬蘭 Itäkeskus 游泳館 - 館內包括一個長50米的游泳池、學習池、兒童池、按摩池、滑水梯、跳水台、桑拿浴場及體育館，可同時容納1000人，每年入場人次達40萬。

## 相關部門
- 土木工程拓展署
- 渠務署

## 外部連結
- 研究善用岩洞 開發地下空間 （页面存档备份，存于）
- 新聞公報-斜坡安全及岩洞發展長遠策略展覽 （页面存档备份，存于）
- 岩洞發展長遠策略 – 可行性研究網站 （页面存档备份，存于）